# Douglas Ramsay
Douglas Alexander Ramsay (Detroit, Michigan, 5 de maio de 1944 – Berg-Kampenhout, Bélgica, 15 de fevereiro de 1961) foi um patinador artístico americano, que competiu no individual masculino. Ele foi medalhista de peltre do campeonato nacional americano e quarto colocado do Campeonato Norte-Americano em 1961.
Ramsay morreu no acidente com o voo Sabena 548 nas imediações do Aeroporto de Bruxelas, quando viajava junto com a delegação dos Estados Unidos para disputa do Campeonato Mundial que iria acontecer em Praga, na Tchecoslováquia.

## Principais resultados
| Resultados                                            | Resultados        | Resultados      | Resultados        | Resultados    | Resultados    | Resultados    | Resultados    | Resultados    | Resultados    | Resultados    | Resultados    | Resultados    | Resultados    | Resultados    |
| Internacional                                         | Internacional     | Internacional   | Internacional     | Internacional | Internacional | Internacional | Internacional | Internacional | Internacional | Internacional | Internacional | Internacional | Internacional | Internacional |
| Evento/Temporada                                      | 1958– 1959        | 1959– 1960      | 1960– 1961        |               |               |               |               |               |               |               |               |               |               |               |
| ----------------------------------------------------- | ----------------- | --------------- | ----------------- | ------------- | ------------- | ------------- | ------------- | ------------- | ------------- | ------------- | ------------- | ------------- | ------------- | ------------- |
| Campeonato Norte-Americano                            |                   |                 | 4.º               |               |               |               |               |               |               |               |               |               |               |               |
| Nacional                                              |                   |                 |                   |               |               |               |               |               |               |               |               |               |               |               |
| Campeonato dos Estados Unidos                         |                   |                 | Medalha de peltre |               |               |               |               |               |               |               |               |               |               |               |
| Campeonato dos Estados Unidos – Júnior                | Medalha de peltre | Medalha de ouro |                   |               |               |               |               |               |               |               |               |               |               |               |
|                                                       |                   |                 |                   |               |               |               |               |               |               |               |               |               |               |               |
| Legenda: Competição não foi disputada nesta temporada |                   |                 |                   |               |               |               |               |               |               |               |               |               |               |               |